# Cornus oblonga
Cornus oblonga ist eine Pflanzenart aus der Gattung der Hartriegel (Cornus) innerhalb der Familie der Hartriegelgewächse (Cornaceae). Sein Verbreitungsgebiet befindet sich am Südrand des Himalaya, von Pakistan im Westen bis ins zentrale China und nach Vietnam im Osten. Die chinesische Bezeichnung lautet 长圆叶梾木 (chang yuan ye lai mu), in Pakistan heißt der Baum „Ban Kukur“.

## Beschreibung
Cornus oblonga  ist ein kleiner, immergrüner Baum oder Strauch, der Wuchshöhen von bis zu 16 Meter erreichen kann; an manchen Stellen bleibt er aber strauchförmig und erreicht nur Wuchshöhen von zwei bis vier Meter. Die jungen Zweige sind vierkantig und je nach Varietät glatt oder mit Haaren besetzt. An älteren Zweigen und Stämmen entwickelt sich eine grau-braune glatte Rinde.
Die ledrigen, immergrünen, gestielten Laubblätter sind gegenständig am Zweig angeordnet. Die Form ist schmal elliptisch mit lang ausgezogener Blattspitze, sie werden sechs bis 13 Zentimeter lang bei einer Breite von zwei bis vier Zentimetern. Die Oberseite ist glänzend dunkelgrün, die Unterseite je nach Varietät glatt oder behaart. Die Blattadern, vier oder fünf Paar je Blatt, sind zur Blattspitze hin gebogen und treten auf der Blattunterseite hervor.
Die endständigen Blütenstände sind behaart und tragen eine Vielzahl Blüten. Die weißen Blüten haben einen Durchmesser von etwa einen Zentimeter. Sie setzen sich zusammen aus vier verwachsenen Kelchblättern, vier schmalen Blütenblättern, vier Staubblättern und dem unterständigen Fruchtknoten. Im Gegensatz zu vielen anderen Hartriegeln enthält der Fruchtknoten nicht nur zwei, sondern drei oder vier Fruchtblätter. Die Blütezeit erstreckt sich etwa von September bis Januar.
Die ovalen Steinfrüchte, die etwa im April bis Juni reifen, färben sich über rot nach schwarz. Sie enthalten zwei bis vier Samen.
Die Chromosomenzahl beträgt 2n = 22.

## Verbreitung
Die Heimat dieses Baums befindet sich am Südrand des Himalaya in Höhenlagen zwischen 800 und 3700 Metern. Das Verbreitungsgebiet erstreckt sich in west-östlicher Richtung von Pakistan über Indien, Bhutan, Nepal, Myanmar und Thailand bis ins zentrale China und nach Vietnam. Cornus oblonga wächst dort im Unterwuchs und in Lichtungen immergrüner Laubwälder.
In Mitteleuropa ist Cornus oblonga nicht zu sehen, da die Art in kalten Wintern erfriert.

## Taxonomie
Cornus oblonga wurde 1820 von Nathaniel Wallich in William Roxburghs Flora Indica beschrieben. Obwohl er anderen asiatischen Hartriegeln ähnlich sieht, ist die am nächsten verwandte Art die südamerikanische Cornus peruviana, mit der zusammen er das Subgenus Yinquania bildet.
Verschiedene Varietäten wurden aufgrund der unterschiedlichen Behaarung von Blattunterseite und Zweigen abgegrenzt:
- Cornus oblonga var. glabrescens W.P.Fang & W.K.Hu – ohne Behaarung; begrenzte Verbreitung in Südwest-China
- Cornus oblonga var. griffithii C.B.Clarke – mit langen, weichen Haaren; Verbreitung in Indien, Bhutan und China
- Cornus oblonga Wall. var. oblonga – mit kurzen, grauen und rauen Haaren

## Verwendung
Die Früchte werden medizinisch als Ersatz für die der Asiatischen Kornelkirsche (Cornus officinalis) genutzt, auch die Rinde findet in der traditionellen Medizin Verwendung.
Aus den Früchten lässt sich Öl gewinnen.